# Le Vieux Bassin du Havre, le soir
Le Vieux Bassin du Havre, le soir est un tableau réalisé en 1903 par le peintre français Othon Friesz.

## Description
Cette peinture à l'huile sur toile représente le Bassin du Roy et le Quai Videcoq au Havre à la tombée de la nuit, 

## Histoire
Le tableau a été acquis en vente publique en mars 2017 par le musée d'Art moderne André-Malraux où il est conservé.